# Acción trópica

Hormonas trópicas: Hormona A y Hormona B.

La acción trópica es el mecanismo hormonal por el cual las dos glándulas centrales del cuerpo de los vertebrados, el hipotálamo y la adenohipófisis, estimulan la secreción de nuevas hormonas en sus tejidos diana: las glándulas endocrinas periféricas.
La acción trópica tiene lugar mediante la actividad de las hormonas trópicas (de la raíz griega τρόπος tropos, que significa ‘dirección’, ‘rumbo’), que estimulan la secreción de las glándulas del cuerpo.

## Historia
En la década de 1950, los grupos de Guillemin y Saffran descubrieron la existencia de sustancias hipotalámicas con «acción hipofiso-trópica» (‘que se dirige a la hipófisis’).
En 1969, fue identificado el primer factor hipofisotrópico, el factor liberador tirotrópico (TRF), llamado actualmente TRH.
En 1977 Andrew Schally y Roger Guillemin recibieron el  premio Nobel de Medicina, por su planteamiento de que la secreción de la hipófisis estaba controlada por el hipotálamo, y por la identificación y la caracterización de la hormona TRH y de otras hormonas liberadoras.

## Hormonas trópicas
Hay dos categorías de hormonas trópicas o liberadoras: las hormonas trópicas del hipotálamo y las hormonas trópicas de la adenohipófisis.

### Hormonas hipofisotrópicas
El término «hipofiso-trópica» indica su destino: ‘que se dirige a la hipófisis’, el lugar donde ejercerá sus efectos hormonales.

Las hormonas hipofisotrópicas son segregadas en el hipotálamo, y regulan la secreción de las hormonas en la hipófisis anterior.
Anteriormente, se denominaron «factores hipofisiotrópicos» o «factores liberadores» (o RF, del inglés releasing factor). Actualmente, se denominan hormonas liberadoras (o RH, del inglés releasing hormones): TRH, GnRH, CRH, (GHRH), y son hormonas de naturaleza peptídica.

### Hormonas trópicas de la adenohipófisis
Denominadas genéricamente «tropinas», son segregadas por las células de la adenohipófisis y regulan la secreción de hormonas en las glándulas endócrinas periféricas. Ejemplos de ellas son: la tirotropa o tirotropina (TSH), que estimula a la tiroides, y la hormona  adrenocorticotropa o adrenocorticotropina (ACTH), que estimula a la corteza adrenal.

Las hormonas trópicas que afectan a numerosos procesos se denominan pleiotrópicas.

## Hormona trófica
Un concepto diferente es el de  hormonas tróficas (del griego τροφικός trophicos 'alimento' o 'nutrición'), ilustra la idea de que la hormona trófica 'nutre' a la célula objetivo del órgano periférico, es decir que controla el crecimiento y la función de sus células blanco.

Las hormonas tróficas controlan el crecimiento y la función de los tejidos, incluidos las glándulas endócrinas relacionadas, como entre la hipófisis y todas las glándulas periféricas.

Las hormonas que no están categorizadas como tróficas son aquellas que estimulan órganos que poseen escasas células con actividad endocrina, como pueden ser el corazón, los pulmones, el timo, el estómago, los riñones, el intestino delgado, las glándulas seminales y la próstata.